# Rio Torto e Lagarinhos
Rio Torto e Lagarinhos (oficialmente: União das Freguesias de Rio Torto e Lagarinhos) é uma freguesia portuguesa do município de Gouveia, com 19,35 km² de área e 745 habitantes (censo de 2021). A sua densidade populacional é 38,5 hab./km².

## História
Foi constituída em 2013, no âmbito de uma reforma administrativa nacional, pela agregação das antigas freguesias de Rio Torto e Lagarinhos e tem a sede em Rio Torto.

## Demografia
A população registada nos censos foi:
| Distribuição da População por Grupos Etários | Distribuição da População por Grupos Etários | Distribuição da População por Grupos Etários | Distribuição da População por Grupos Etários | Distribuição da População por Grupos Etários | Distribuição da População por Grupos Etários |
| -------------------------------------------- | -------------------------------------------- | -------------------------------------------- | -------------------------------------------- | -------------------------------------------- | -------------------------------------------- |
| Antes da agregação                           |                                              |                                              |                                              |                                              |                                              |
| Ano                                          | 0-14 anos                                    | 15-24 anos                                   | 25-64 anos                                   | >= 65 anos                                   | Total                                        |
| 2001                                         | 152                                          | 109                                          | 475                                          | 294                                          | 1030                                         |
| 2011                                         | 93                                           | 94                                           | 436                                          | 283                                          | 906                                          |
| Após a agregação                             |                                              |                                              |                                              |                                              |                                              |
| Ano                                          | 0-14 anos                                    | 15-24 anos                                   | 25-64 anos                                   | >= 65 anos                                   | Total                                        |
| 2021                                         | 60                                           | 64                                           | 374                                          | 247                                          | 745                                          |